# Zhuoni (socken i Kina)
Zhuoni (kinesiska: 卓尼, 卓尼乡) är en socken i Kina. Den ligger i den autonoma regionen Tibet, i den sydvästra delen av landet, omkring 400 kilometer nordväst om regionhuvudstaden Lhasa. Antalet invånare är 1 791. Befolkningen består av 905 kvinnor och 886 män. Barn under 15 år utgör 31 %, vuxna 15-64 år 63 %, och äldre över 65 år 5,0 %.
Genomsnittlig årsnederbörd är 494 millimeter. Den regnigaste månaden är juli, med i genomsnitt 124 mm nederbörd, och den torraste är januari, med 10 mm nederbörd.